# 克蘭希爾 (阿拉巴馬州)
克蘭希爾（英語：Crane Hill）是一個位於美國阿拉巴馬州卡爾曼縣的非建制地區。該地的面積和人口皆未知。

## 地理
克蘭希爾的座標為34°05′38″N 87°03′47″W / 34.09388°N 87.06305°W，而該地最高點為海拔高度252.4米（即828英尺）。